# Nypa cukrodárná

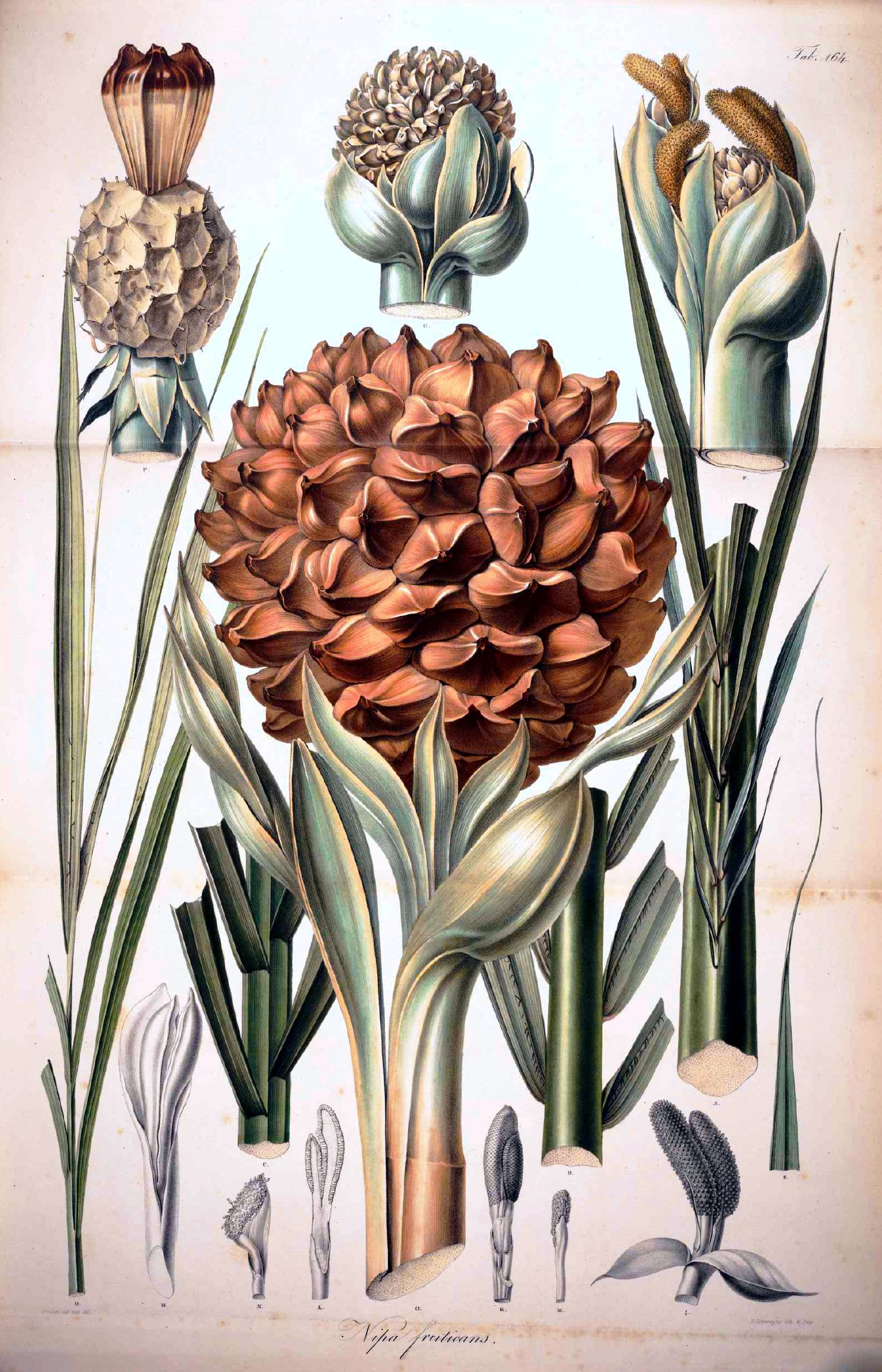
Nákres květenství a plodenství nypy

Nypa cukrodárná (Nypa fruticans), dříve též nazývaná palma cukrodárná či palma mangrovová, je druh palmy a jediný zástupce rodu nypa i podčeledi Nypoideae. Je to bezkmenná středně mohutná palma se zpeřenými listy, vytvářející husté porosty. Květenství mají unikátní stavbu. Plody jsou stěsnané do kulovitého plodenství. Nypa je charakteristický druh mangrovových porostů s bahnitou půdou. Vyskytuje se v tropické Asii a Austrálii.
Nypa má mnohostranné využití. Listy jsou sklízeny jako významná střešní krytina, ze sladké šťávy se vyrábí cukr a alkohol, plody jsou jedlé.

## Popis
Jednodomá bezkmenná palma vytvářející husté porosty. Stonek je plazivý, vidličnatě větvený, až 60 cm tlustý a většinou ukrytý pod povrchem bahna. Kořeny vyrůstají ze spodní části stonku. Listová růžice je složena ze 3 až 15 rozměrných, ztuha vzpřímených, zpeřených, reduplikátních listů. Listy dosahují délky až 9 metrů, řapík je až 4 metry dlouhý. Jednotlivé postranní listové segmenty jsou 50–130 cm dlouhé.
Květenství má v rámci čeledi unikátní stavbu. Vyrůstá na tuhé stopce ze středu listové růžice, je 30–120 cm dlouhé, na vrcholu nese hlávku samičích květů a po stranách klasy samčích květů. Je podepřené oranžovými listeny. Květy jsou jednopohlavné, s trojčetným okvětím rozlišeným na kalich a korunu. V samčích květech jsou tři srostlé tyčinky. Samičí květy obsahují tři nebo výjimečně čtyři volné pestíky. Plody jsou uspořádané v nepravidelně kulovitém kompaktním plodenství velkém až 15 cm a vytvářejícím se z celé hlávky samičích květů. Jednotlivé plody jsou jednosemenné, promísené nedovyvinutými sterilními plody. Semena jsou široce vejcovitá, 4–7 cm dlouhá.

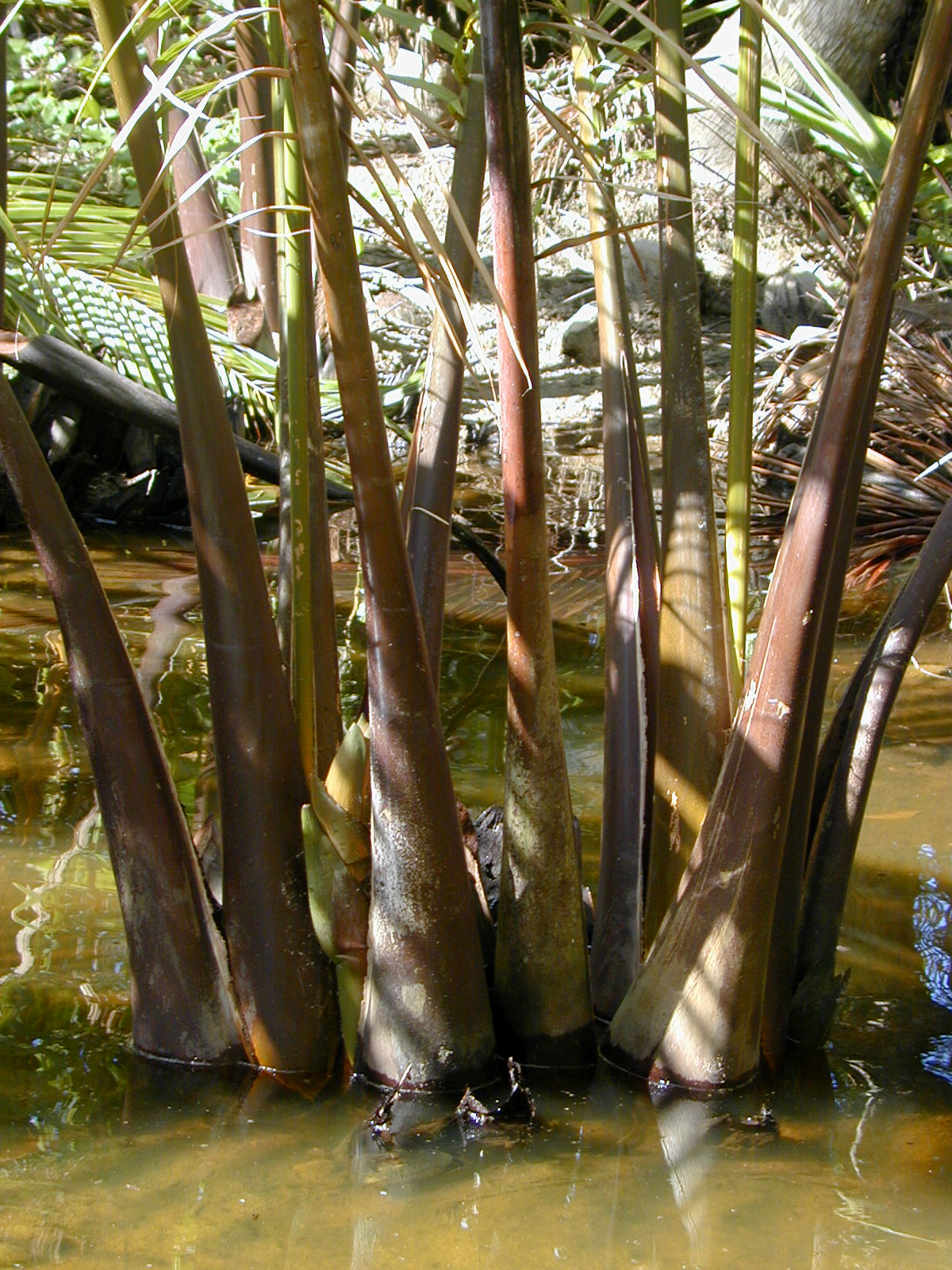
Báze listů
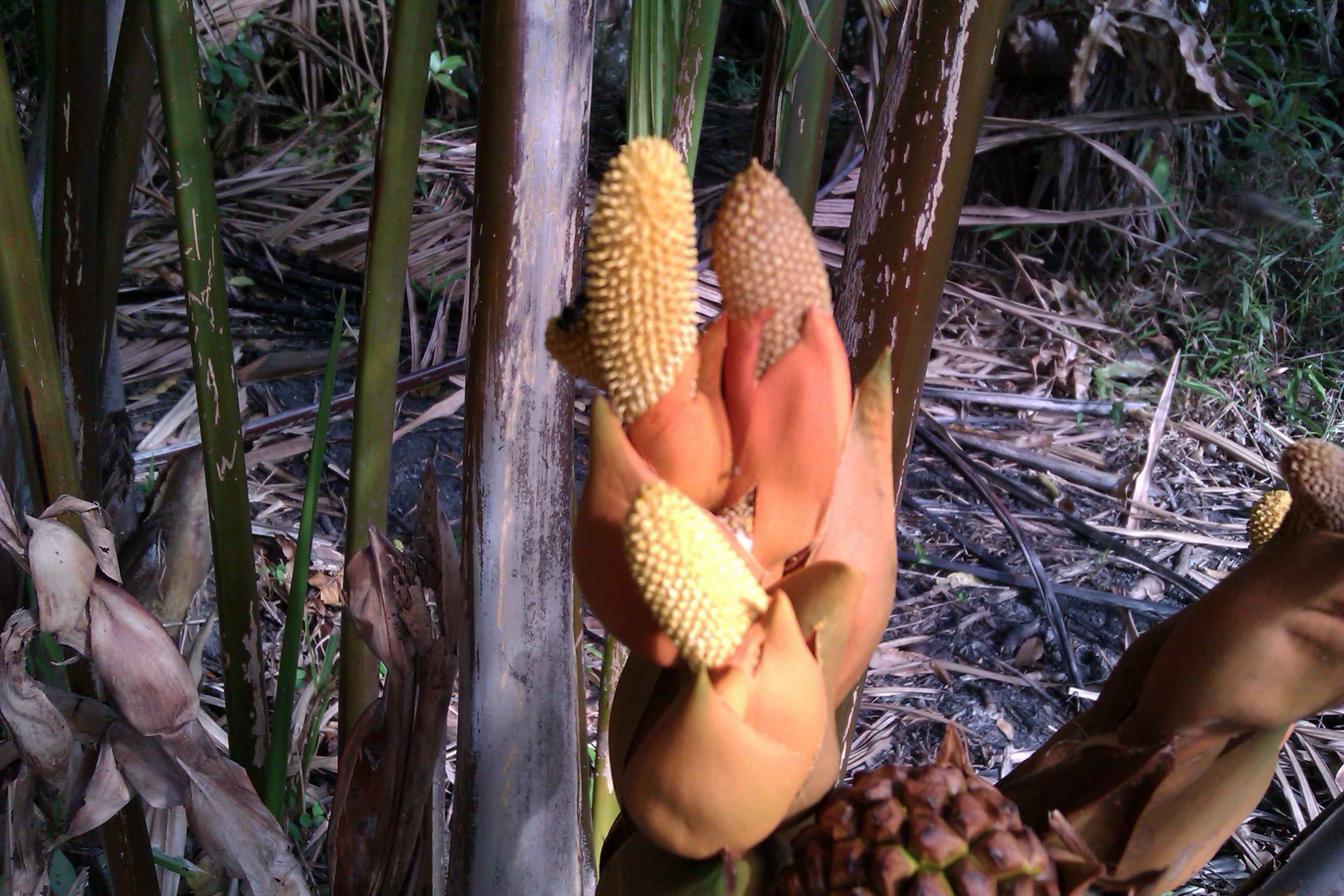
Květenství nypy cukrodárné
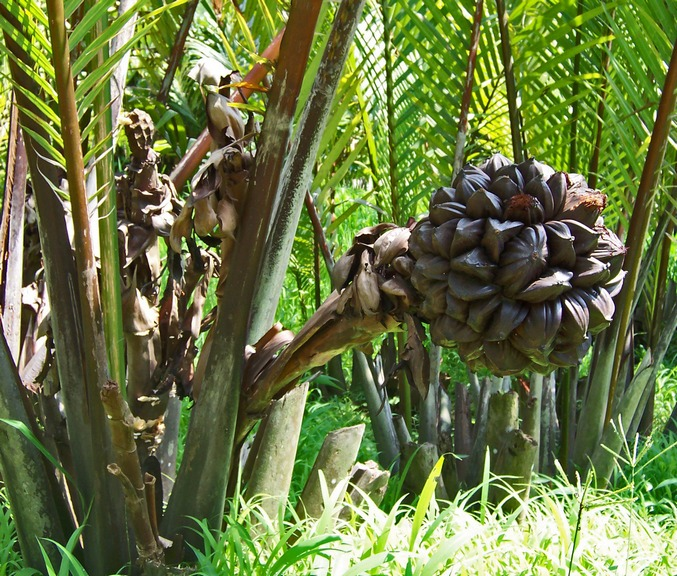
Zralé plodenství

## Rozšíření
Nypa cukrodárná je charakteristický mangrovový druh, tvořící rozsáhlé porosty na mořských pobřežích tropů Starého světa. Je rozšířena od Indie po japonské ostrovy Rjúkjú a přes jihovýchodní Asii po východní Austrálii a Šalomounovy ostrovy. Rozsáhlé porosty jsou zejména na Borneu a na Sumatře. Druh roste v zasolené měkké bahnité půdě na stanovištích zaplavovaných přílivem, podél ústí pomalu tekoucích řek s brakickou vodou a příležitostně i na vlhkých a méně zasolených místech podél řek dále od pobřeží. V 19. století byla tato palma zavlečena i do delty Nigeru v Africe. Volně rostoucí zplanělé populace jsou i v Panamě a Francouzské Guyaně.

## Ekologické interakce
Květy nypy jsou opylovány hmyzem a pravděpodobně též větrem. Mezi hlavní opylovače náležejí drobné mušky z čeledi octomilkovití (Drosophilidae) a malé druhy včel. Plody plavou na hladině a šíří se prostřednictvím vodních toků.

## Taxonomie
Druh Nypa fruticans je řazen do samostatné monotypické čeledi Nypoideae. Od všech ostatních palem se výrazně liší morfologií jak vegetativních, tak generativních částí. Podle výsledků molekulárních fylogenetických studií představuje sesterskou vývojovou větev všech palem s výjimkou podčeledi Calamoideae.

## Prehistorie
Rod má dlouhou historii. Fosilní plody jsou známy již ze svrchní křídy. Fosilní pozůstatky byly nalezeny v Asii, Austrálii, Americe i Evropě.

## Význam
Nypa má značný hospodářský význam jako zdroj materiálu k výrobě střešní krytiny (došků). Z nařízlého květenství prýští hojná sladká šťáva, z níž se získává cukr a také se zkvašuje na alkoholické nápoje. Dále se z ní získává ethanol používaný jako biopalivo. Výtěžnost na hektar je až 3× vyšší než u cukrové třtiny. Mladé plody obsahují sladký gelovitý endosperm, který se konzumuje buď čerstvý, nebo se z něj vařením v sirupu připravují cukrovinky. Mladé výhony a růstové vrcholy (palmové zelí) jsou jedlé jako zelenina. Nemalý význam má tento druh také při stabilizaci bahnitých mořských břehů. V jihovýchodní Asii je nypa cukrodárná využívána v domorodé medicíně.

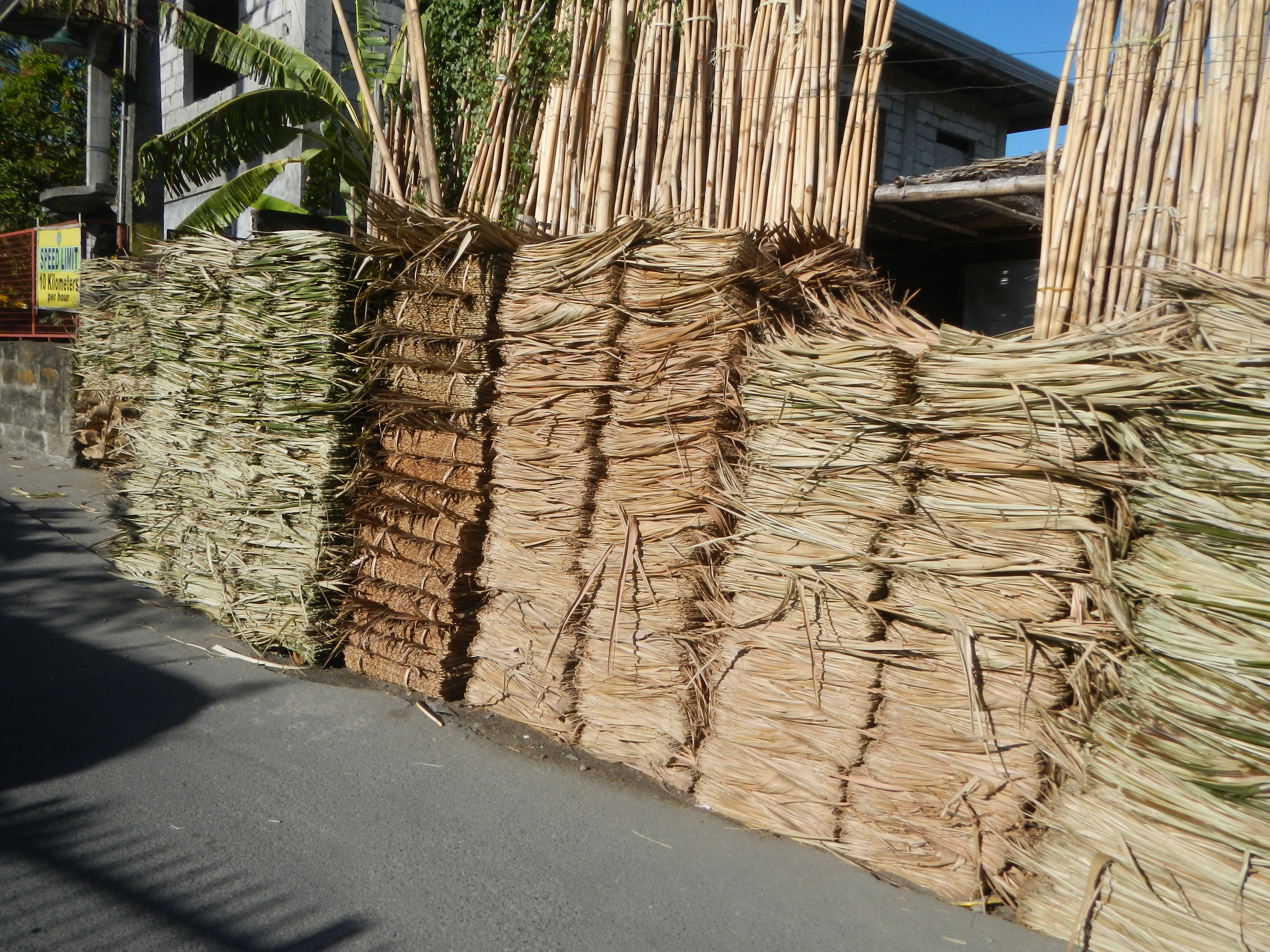
Sklizené listy na Filipínách
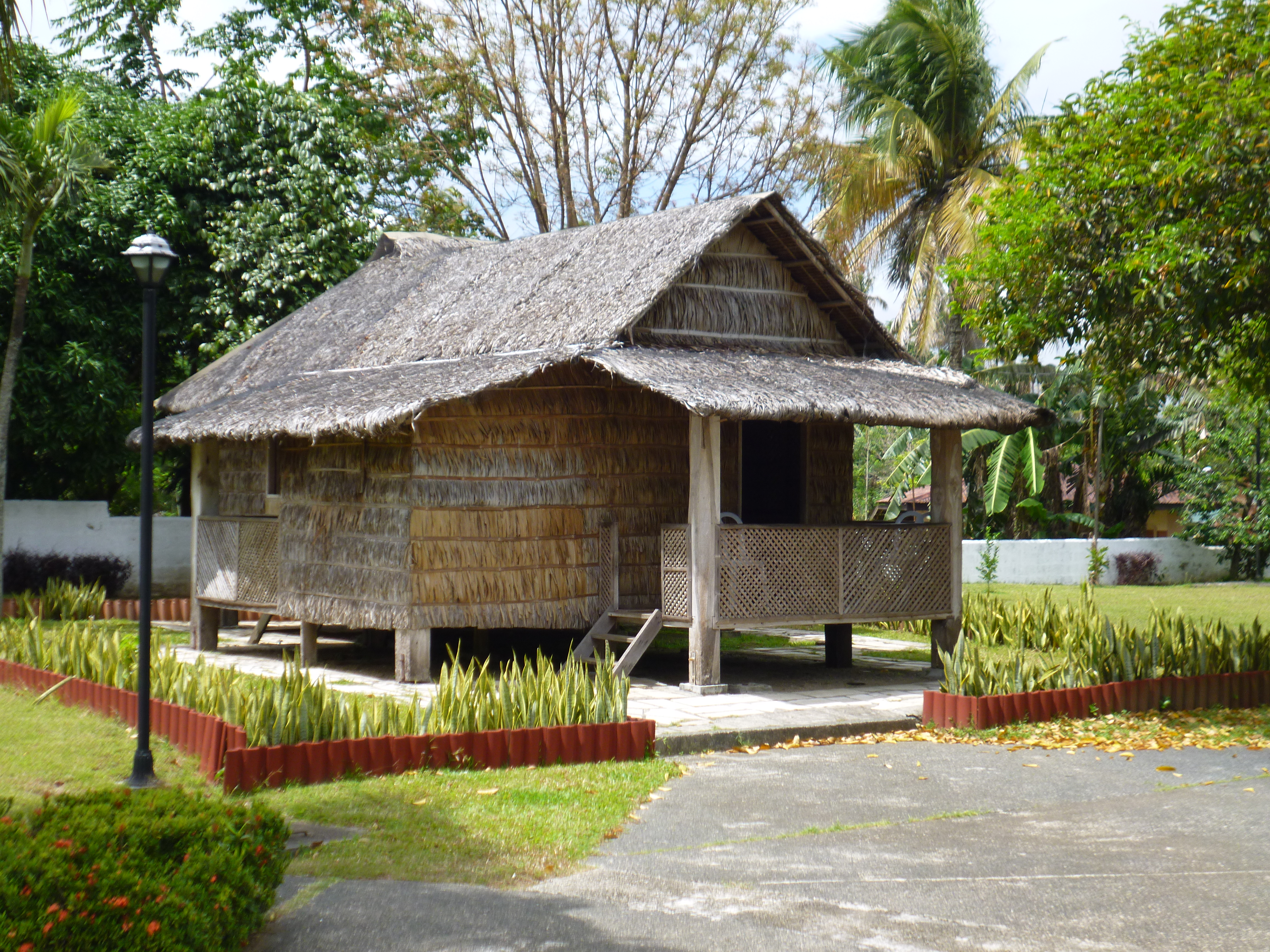
Dům postavený ze dřeva a z listů nypy
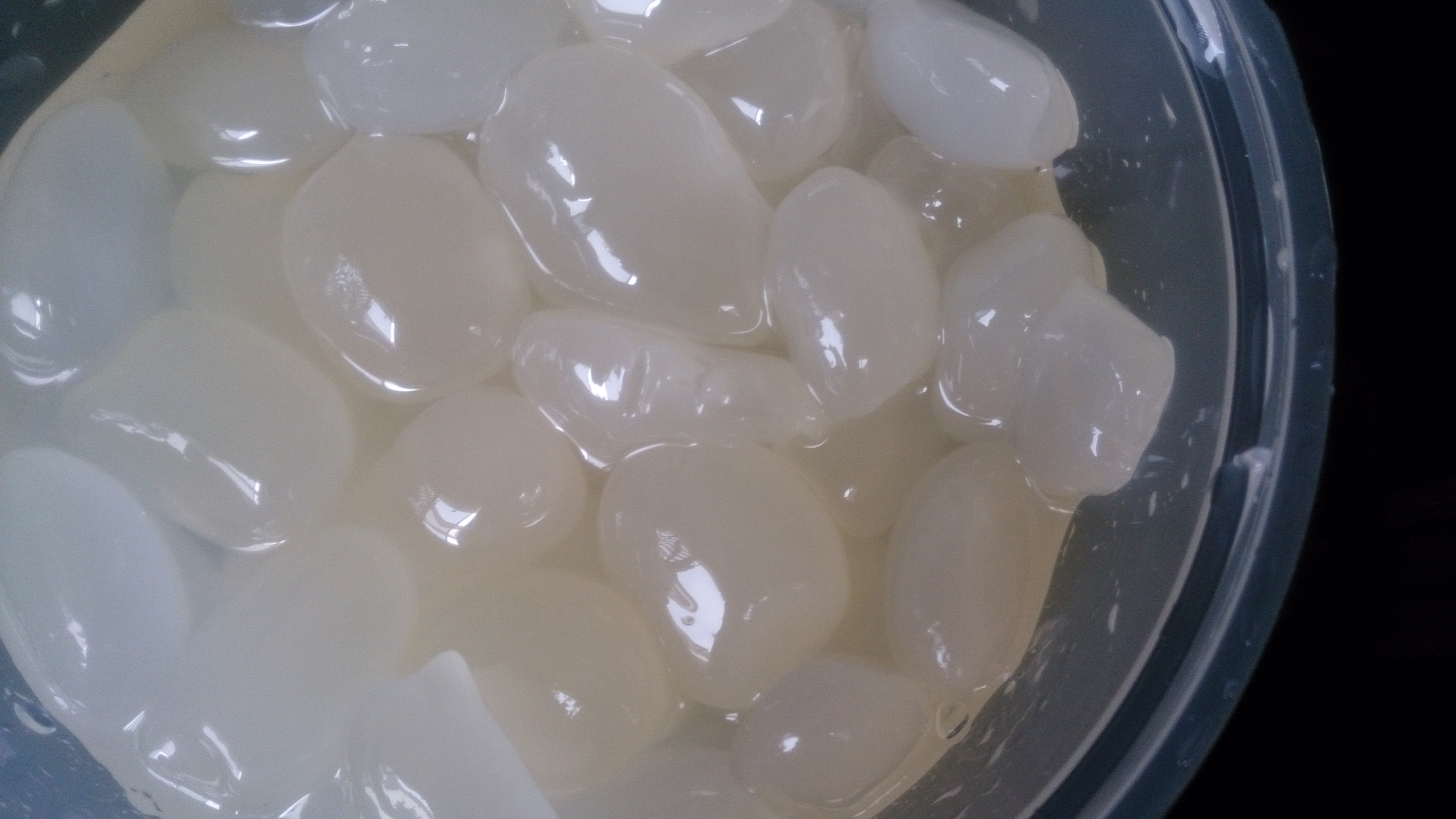
Rosolovitá dužnina nezralých plodů